# Dragon Half
Dragon Half (jap. ドラゴンハーフ Doragon hāfu) – manga autorstwa Ryūsuke Mity, publikowana na łamach czasopisma „Dragon Magazine” wydawnictwa Fujimi Shobō w latach 1988–1994.  
Na jej podstawie powstała dwuodcinkowa seria OVA, nie wiążąca serialu w zamkniętą całość. Zaplanowane zostały cztery odcinki, jednak z niewyjaśnionych przyczyn nie dokończono serii.
W Polsce, seria była dystrybuowana od Lutego/Marca 1997 roku przez Planet Manga, w wersji anglojęzycznej.

## Fabuła
Czerwona Smoczyca spotka na swej drodze bezlitosnego pogromcę smoków. Jednak nie kończy się to walką, ale wielką miłością. Owocem miłości zaś jest tytułowy pół smok, pół człowiek płci żeńskiej o imieniu Mink. Nastoletnia Mink jest zakochana w piosenkarzu pop, Dicku Saucerze, będącym w dodatku pogromcą smoków. Przyjmuje on od złośliwego króla zlecenie na zabicie czerwonego smoka, który jakoby ukrywa się pod postacią Mink.